# Джуліана Де Сіо
Джульяна Де Сіо (італ. Giuliana De Sio) (2 квітня 1957; Салерно, Італія) — італійська акторка.

## Життєпис
Дитинство і юність провела в Кава де'Тіррені. У 1975 році переїхала до Риму, де представила свої портфоліо на ТБ і на кіностудії.
З 1976 року — в кіно, фільм режисера Луїджі Філіппо Д'Аміко «San Pasquale Baylonne protettore delle donne». У 1977 році виконала роль Джесіки в фільмі Еліо Петрі «Брудні руки», де її партнером виступив Марчелло Мастроянні.
В 1980-ті — 1990-ті роки Де Сіо виконала найкращі свої ролі — фільм Мауріціо Понці «Io, Chiara e lo scuro» (Чіара, 1982, премія «Давид ді Донателло», 1983, премія «Срібна стрічка», 1983) і драма Карло Лідзані «Cattiva / The Wicked (Емілія, 1991, премія» Давид ді Донателло, 1992).  
Вітчизняній аудиторії відома за телесеріалом «Спрут 3» (Джулія Антінарі, 1987).  
З успіхом грала на таетральной сцені.  
Співачка Тереза Де Сіо — старша сестра Джульяни Де Сіо.

## Фільмографія
- 1976 : / San Pasquale Baylonne protettore delle donne
- 1979 : / Rue du Pied de Grue
- 1979 : / Il malato immaginario
- 1982 : Я, К'яра і Похмурий / Io, Chiara e lo Scuro — К'яра
- 1982 : / Sciopèn
- 1983 : / Scusate il ritardo
- 1984 : Чималий скандал / Uno scandalo perbene — Джулія Канела
- 1984 : / Cento giorni a Palermo
- 1985 : / Casablanca, Casablanca
- 1986 : Сподіваємося, що буде дівчинка/ Speriamo che sia femmina
- 1987 : / Ti presento un'amica
- 1988 : / Se lo scopre Gargiulo
- 1988 : / I picari
- 1990 : / Feu sur le candidat
- 1991 : / Cattiva
- 1992 : / Per non dimenticare
- 1992 : / Donne sottotetto
- 1994 : / La vera vita di Antonio H.
- 1996 : / Italiani
- 1997 : / Con rabbia e con amore
- 1998 : / Alexandria Hotel
- 1999 : / Besame mucho
- 2002 : / Viva la scimmia
- 2002 : / Ti voglio bene Eugenio
- 2004 : / A luci spente
- 2010 : / Vorrei vederti ballare
- 2012 : / Il console italiano
- 2012 : / Ci vediamo a casa